# Lodowe Źródło

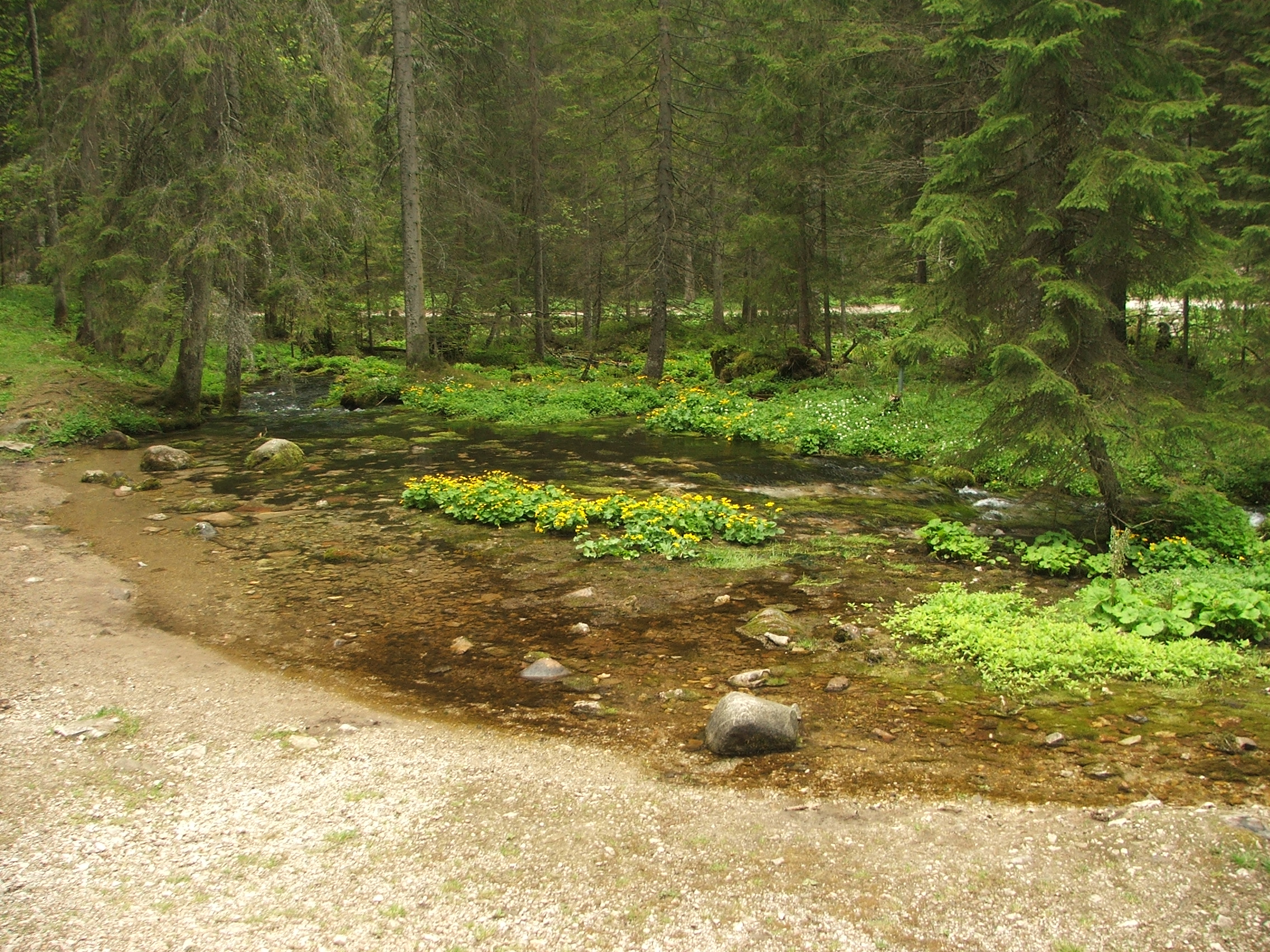
Lodowe Źródło

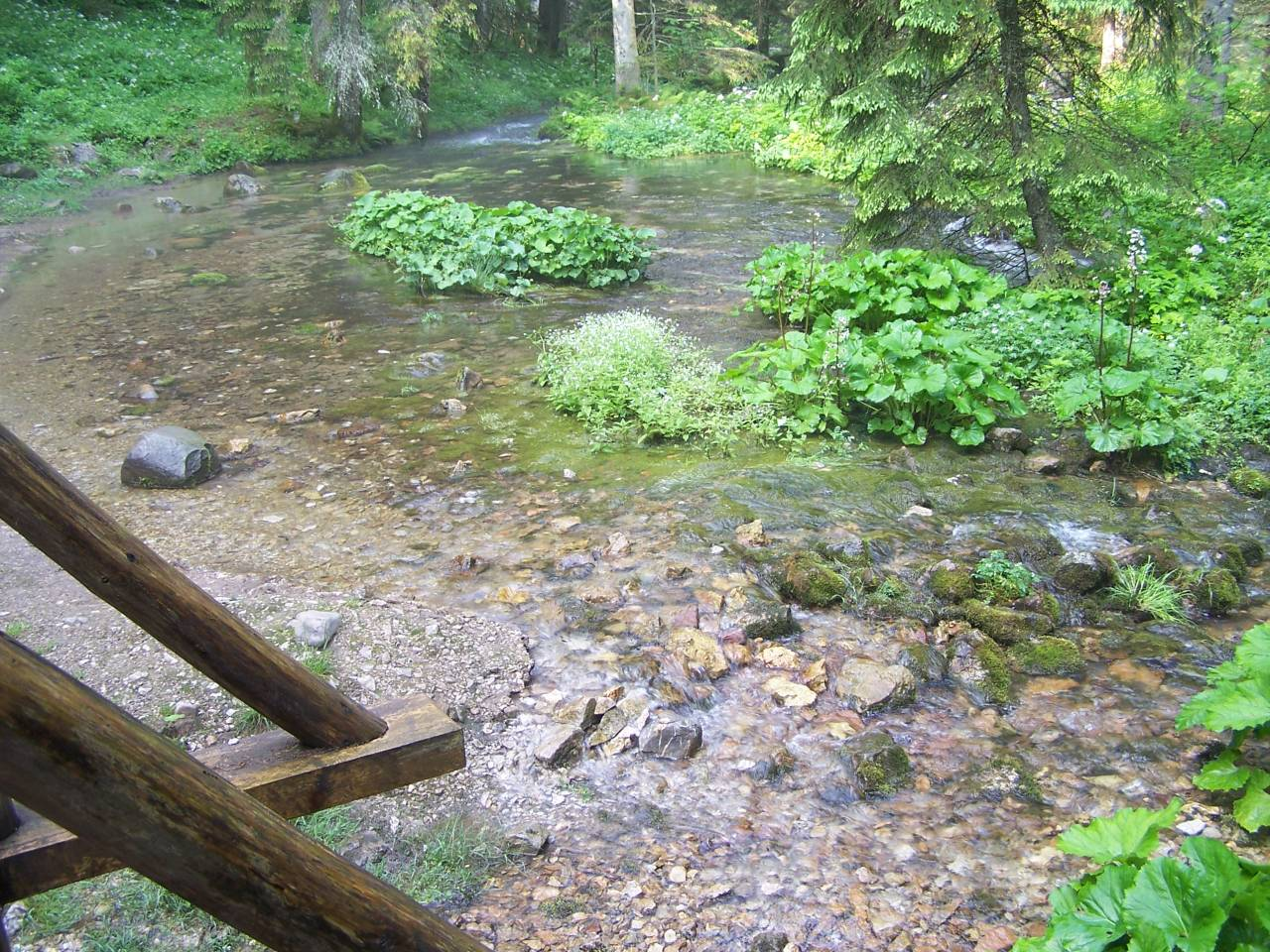
Lodowe Źródło

Lodowe Źródło – duże wywierzysko w Dolinie Kościeliskiej w Tatrach Zachodnich. Znajduje się ono po wschodniej stronie doliny, przy drodze prowadzącej do Jaskini Mroźnej, ok. 50 m za mostkiem na Kościeliskim Potoku, w odległości 2,3 km od Kir (pieszo 35 min). W miejscu tym spod skały pod ciśnieniem obficie wypływa woda o stałej przez cały rok temperaturze ok. 4,3–4,7 °C i trzema odpływami w różnych kierunkach wpływa do Kościeliskiego Potoku. Powierzchnia wypływu wynosi kilkadziesiąt metrów kwadratowych i tworzy nieduże rozlewisko. Źródło ma wydajność 500–800 l/s i odwadnia Dolinę Miętusią oraz górną część Doliny Małej Łąki, a także większą część masywu Czerwonych Wierchów, co potwierdziły przeprowadzone w 1961 r. próbne barwienia fluoresceiną wody w Jaskini Śnieżnej i Miętusiej. Zabarwiona woda z tych jaskiń, odległych o 4 km, po kilku dniach wypłynęła właśnie w Lodowym Źródle. Wywierzyska są typowym zjawiskiem krasowym występującym w skałach wapiennych, a z takich właśnie skał zbudowany jest ten rejon Tatr. W wodzie występuje jaskiniowy, ślepy skorupiak – studniczek tatrzański, będący reliktem fauny morskiej sprzed 25 mln lat, z miocenu. W latach 1875–1892 nad Lodowym Źródłem istniała altana im. Seweryna Goszczyńskiego, stąd też w dawnej literaturze było nazywane również Zdrojem Goszczyńskiego. Woda wypływająca z wywierzyska jest bardzo czysta, a ponieważ płynie przez skały wapienne, zawiera dużo jonów wodorowęglanowych (HCO3−) i jonów wapnia (Ca2+).
Przy Lodowym Źródle znajduje się drewniany pomost obserwacyjny. Widać z niego, jak wypływająca spod ziemi woda w różnych kierunkach spływa do Kościeliskiego Potoku. Wschodni brzeg wywierzyska porasta gęsto rzeżucha Opiza.

## Szlaki turystyczne
z Kir dnem Doliny Kościeliskiej do schroniska na Hali Ornak.
- Czas przejścia z Kir do Lodowego Źródła: 35 min w obie strony
- Czas przejścia od źródła do schroniska: 1:05 h, ↓ 1 h

 tuż poniżej Lodowego Źródła od szlaku zielonego odchodzi niebieski szlak na Polanę na Stołach. Czas przejścia: 1:10 h, ↓ 55 min
 poniżej źródła odchodzi też jednokierunkowy szlak czarny, przechodzący przez Jaskinię Mroźną (wstęp płatny) i schodzący do Doliny Kościeliskiej. Czas przejścia: 1:10 h.